# Non-homologous End-Joining

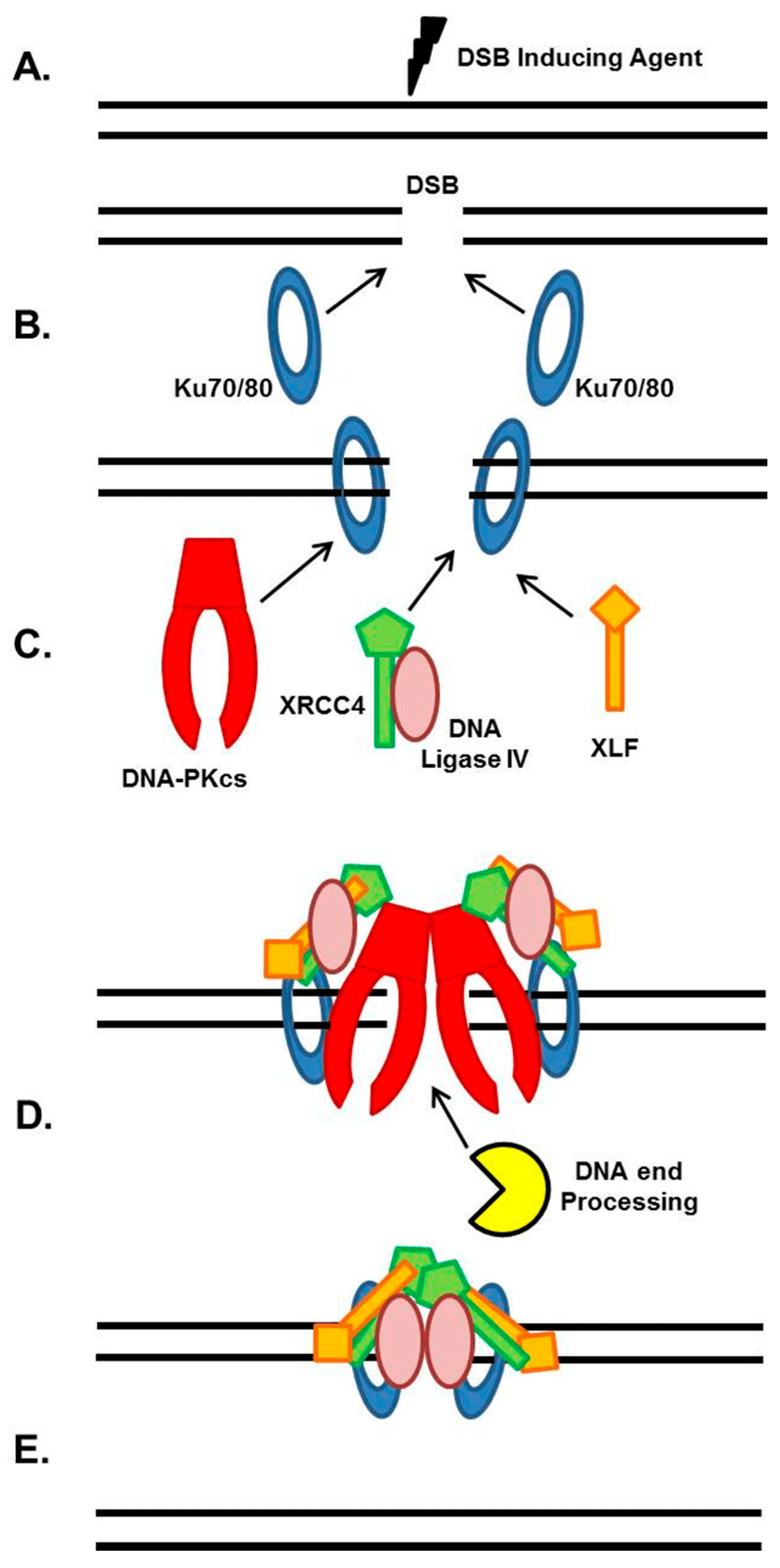
Ablauf der NHEJ

Non-homologous End-Joining (‚nichthomologe Endverknüpfung‘, NHEJ) bezeichnet einen Mechanismus der DNA-Reparatur von DNA-Schäden, welcher Doppelstrangbrüche von DNA repariert.

## Eigenschaften
Es gibt zwei Varianten der NHEJ, eine schnelle ohne Beteiligung einer Nuklease und eine langsame mit Beteiligung einer Nuklease. Die Doppelstrangbrüche entstehen durch ionisierende Strahlung, Chemotherapeutika oder als Fehler bei der DNA-Replikation. Unreparierte Doppelstrangbrüche können Genominstabilität, Tumorentstehung oder Zelltod verursachen. Daneben ist die NHEJ bei der Immunantwort an der VDJ-Rekombination beteiligt. Ein Defekt der NHEJ führt zu Severe Combined Immunodeficiency. Die NHEJ wird durch Phosphorylierung und Sumoylierung reguliert. Im Vergleich zur Reparatur von Doppelstrangbrüchen per HDR ist die NHEJ ungenau, aber leistungsfähiger. NHEJ ist der häufiger vorkommende Mechanismus. Zudem kommt HDR nicht bei ruhenden Zellen vor. Die fehlerhafte Reparatur von Doppelstrangbrüchen trägt zur Entstehung von Krebs bei.

## Ablauf
Ein DNA-Doppelstrangbruch (DSB) wird nach Entstehung an beiden Enden schnell durch jeweils ein Ku-Heterodimer aus Ku70 und Ku80 gebunden. Ku70/80 dient an beiden Enden jeweils als Gerüst, um die NHEJ-Maschinerie an den Doppelstrangbruch zu rekrutieren, bestehend aus der katalytischen Untereinheit der DNA-abhängigen Proteinkinase (DNA-PKcs), XLF und einem Heterodimer aus der DNA-Ligase IV und XRCC2. Wenn die Doppelstrangbruch-Enden nicht ligiert werden können, werden sie von spezifischen DNA-Endverarbeitungsfaktoren verarbeitet. Der Doppelstrangbruch wird von der DNA-Ligase IV ligiert und NHEJ ist abgeschlossen.